# Heather McPhie
Heather McPhie, née le 28 mai 1984 à Bozeman, est une skieuse acrobatique américaine spécialisée dans les épreuves de bosses. 
Au cours de sa carrière, elle a disputé les Jeux olympiques d'hiver en 2010, et elle a participé à trois mondiaux où sa meilleure performance est trois quatrièmes places en bosses en 2011 et 2013, enfin en coupe du monde elle est montée à quatorze reprises sur un podium dont quatre victoires dont la première a eu lieu le 14 janvier 2010 à Deer Valley.

## Palmarès

### Jeux olympiques d'hiver
| Édition/Discipline                          | Bosses |
| Jeux olympiques d'hiver de 2010 à Vancouver | 18e    |
| Jeux olympiques d'hiver de 2014 à Sotchi    | 13e    |

### Championnats du monde
| Édition/Discipline | Bosses | Bosses en parallèle |
| Mondiaux 2007      | 8e     | 9e                  |
| Mondiaux 2011      | 6e     | 4e                  |
| Mondiaux 2013      | 4e     | 4e                  |

### Coupe du monde
- Meilleur classement général : 5e en 2010.
- Meilleur classement en parallèles : 2e en 2010.
- 15 podiums dont 4 victoires en bosses.
- Détail des victoires :
  - Deer Valley (bosses 14/01/2010)
  - Ruka (bosses parallèles 15/12/2012)
  - Kreischberg (bosses parallèles 22/12/2012)
  - Åre (bosses 15/03/2013)